# Beach House (musikalbum)
Beach House är debutalbumet från det amerikanska drömpop-bandet Beach House. De enda musikerna som medverkar på skivan är Victoria LeGrand (sång, piano, synth) och Alex Scally (gitarr, bas, trummor). 
Albumet släpptes i oktober 2006 och fick överlag god kritik i amerikansk och internationell press. Ursprungligen fanns albumet tillgängligt på vinyl (begränsat till 500 exemplar). Andra format är CD och digital nedladdning (mp3).

## Låtlista
| Nr | Titel             | Längd |
| -- | ----------------- | ----- |
| 1. | Saltwater         | 2:55  |
| 2. | Tokyo Witch       | 3:42  |
| 3. | Apple Orchard     | 4:31  |
| 4. | Master of None    | 3:19  |
| 5. | Auburn and Ivory  | 4:30  |
| 6. | Childhood         | 3:35  |
| 7. | Lovelier Girl     | 3:02  |
| 8. | House on the Hill | 3:14  |
| 9. | Heart and Lungs   | 7:50  |